# مقاطعة كانيون (أيداهو)
مقاطعة كانيون (بالإنجليزية: Canyon County)‏ هي إحدى مقاطعات ولاية أيداهو في الولايات المتحدة الأمريكية.